# Карпов Валерій Євгенович
Карпов Валерій Євгенович (рос. Карпов Валерий Евгеньевич; 5 серпня 1971, Челябінськ, РРФСР, СРСР — 10 жовтня 2014, Березовський, Росія) — радянський та російський хокеїст, правий нападник.

## Біографія
З 1988 по 1995 роки грав за челябінський хокейний клуб «Трактор». За свою ігрову кар'єру провів 9 ігор за московський ЦСКА. Всього в чемпіонатах СРСР і Росії — 609 матчів, 153 шайби, 209 передач. У 1993 і 1994 роках входив до символічної першої п'ятірки «Всіх Зірок» найкращих гравців чемпіонатів Росії.
У 1993 році став чемпіоном світу у складі збірної Росії (8 ігор, 4 голи, 5 передач). У 1994 році представляв збірну Росії на Олімпійських іграх. Срібний призер молодіжного чемпіонату світу 1991 року. Також брав участь у чемпіонатах світу 1996, 1999, 2001 і 2002 років. Срібний призер 2002 року.
У Північній Америці грав за команди з Сан-Дієго, Лонг Біча (IHL) і Балтимора (AHL). З 1997 по 2000 роки був гравцем магнітогорського «Металурга». У період 2000–2002 виступав за «Ладу» та московське «Динамо», після чого знову виступав за команду з Магнітогорську. У 2001 році  переїхав до московського «Динамо». Правда, в тому ж році повернувся до магнітогорського «Металурга». В 2004 році йому довірили бути капітаном у «Металурзі», відібравши букву «К» на светрі у незаперечного авторитету Євгена Корєшкова. Найкращий сезон у складі «Металурга» 2003–2004 років — набрав 40 очок (15+25) в 60 матчах.
Влітку 2006 року вів переговори з клубом «Салават Юлаєв», але не підійшов і вирішив завершити ігрову кар'єру.
У сезоні 2009 року працював менеджером клубу КХЛ «Автомобіліст» (Єкатеринбург).
У липні 2014 року отримав важку травму голови, переніс дві операції, але до тями так і не прийшов. У вересні його перевезли з Челябінська в одну з лікарень міста Березовський Свердловської області, врятувати лікарям Карпова так і не вдалося. Помер 10 жовтня у лікарні.

## Досягнення
- Заслужений майстер спорту СРСР.
- Чемпіон світу 1993 року, срібний призер чемпіонату світу 2002 року. Потрапив до символічної збірної ЧС-1993. Учасник п'яти чемпіонатів світу.
- Дворазовий володар Кубка європейських чемпіонів у складі «Металурга», дворазовий чемпіон СРСР серед молодіжних команд, бронзовий призер чемпіонату Росії 1993 в складі «Трактора». Чемпіон Росії сезону 1999/2000 — «Металург». Чемпіон Росії у вищій лізі 2005/06 у складі «Трактора».
- All-Star Кубка Шпенглера 1999
- Обраний в третьому раунді Драфта НХЛ 1993 року клубом «Анагайм Дакс». У 1994–1997 грав за «Дакс» в одній ланці з Полом Карією‎, але отримав травму після якої не зумів повернутися до складу «Анагайму». За 79 матчів закинув 14 шайб та зробив 15 передач.
- У 1996 закінчив ЧДІФК за спеціальністю тренер-викладач з хокею із шайбою. 14 червня 2002 захистив кандидатську дисертацію на тему: «Удосконалення засобів саморегуляції психічного стану хокеїстів вищої кваліфікації в ігровій діяльності».